# Rute (Espanha)
Rute é um município da província de Córdova, comunidade autónoma da Andaluzia, Espanha. Tem 132,4 km² de área e em 2021 tinha 9 835 habitantes (densidade: 74,3 hab./km²).

## Demografia
| Variação demográfica do município entre 1991 e 2004 | Variação demográfica do município entre 1991 e 2004 | Variação demográfica do município entre 1991 e 2004 | Variação demográfica do município entre 1991 e 2004 |
| --------------------------------------------------- | --------------------------------------------------- | --------------------------------------------------- | --------------------------------------------------- |
| 1991                                                | 1996                                                | 2001                                                | 2004                                                |
| 10072                                               | 10047                                               | 10012                                               | 9960                                                |